# Matiás Stinnes
Matiás Stinnes (Mülheim an der Ruhr, 22 giugno 1910 – 22 febbraio 1975) è stato uno slittinista argentino.

## Partecipazioni olimpiche
| Competizione | Pos. | Data            | Città     |
| ------------ | ---- | --------------- | --------- |
| Singolo      | DNF  | 4 febbraio 1964 | Innsbruck |